# 田中貴大 (脚本家)
田中 貴大（たなか たかひろ、1972年3月3日 - ）は、日本の脚本家。福岡県出身。エ・ネスト所属。

## 経歴
早稲田大学では映画研究会に属し、自主映画の製作に参加。大学卒業後は無名塾文芸演出部、舞台大道具を経て石森史郎に師事する。
助監督、編集助手を経験しながら脚本を学び、2004年、石森が原作・脚本の無声映画『幕末渡世異聞 月太郎流れ雲』で監督を務めたのち、2005年に映画版の『1リットルの涙』で映像作品脚本家デビュー。

## 作品

### テレビドラマ
- MAGISTER NEGI MAGI 魔法先生ネギま!（2008年、テレビ東京） - 16・17・22話脚本
  - DVD収録「まほら戦隊バカレンジャー」第13話（2008年）脚本も担当
- ホントウノエガオ（2012年、千葉テレビ） - 脚本

### 映画
- 幕末渡世異聞 月太郎流れ雲（2004年） - 監督
- 1リットルの涙（2005年） - 脚本（山本文太と共同）
- Zero WOMAN R 警視庁0課の女/欲望の代償（2007年） - 脚本（藤原健一と共同）
- 年々歳々（2009年） - 原案・脚本
- ぼくらの自転車日記（2009年） - 脚本（佐藤理と共同）
- 名医死す〜感染症と闘った藤野昌言物語〜（2021年） - 脚本

### 舞台
- ネオ・ファクトリー旗揚げ公演「オムニバッ! vol.1」「夕日の詩」（2003年） - 脚本
- 明治座 コロッケ特別公演「棟方志功物語」（2011年） - 脚本
- 「ゆうれい長屋は大騒ぎ」（2015年） - 脚本（吉村正人と共同）
- 「愛のお荷物」（2016年） - 脚本（吉村正人と共同）
- 第3回 エ・ネスト&文化シヤッター提携公演「押しかけ女房・東男に京女」（2018年） - 脚本
- 朗読劇「妖語りす譚」「市村座奈落燈」（2019年） - 脚本
- 「光と海と〜光秀と五右衛門〜」（2020年） - 脚本

### その他
- 漫画「剣客商売」脚色